# Manjšine v organizaciji
Zaradi globalizacije se v sodobni civilizaciji vse več organizacij srečuje s pojavom multikulturnosti na delovnem mestu. Kot posledica tega se znotraj organizacij oblikuje delitev na manjšine in večino.

## Manjšina
Manjšina je pojem, ki se v okviru nanaša na skupino ljudi, različno od večinskega deleža prebivalstva, ki poseduje na nekem območju največ socialne moči. Ta družbena diferenciacija je lahko osnovana na podlagi različnih kriterijev, kot so etničnost, rasa, religija, spol, spolna usmerjenost, zdravje (npr. invalidi), starost, politična usmeritev (npr. komunisti v ZDA) finančni status. V okviru družbenih znanosti se pojem manjšine nanaša predvsem na skupine ljudi, ki imajo v neki družbi manj socialne moči in ne toliko na tiste skupine ljudi, ki so na nekem območju v številčni manjšini.
Manjšine se pogosto omenja ob diskurzu o državljanskih in skupinskih pravicah. Pogosto se namreč člane manjšin v državah in družbah, kjer živijo, obravnava drugače. 
 Feagin (1984) govori o petih kriterijih, ki morajo veljati za skupino, da se ta kvalificira kot manjšina: (1) med večino mora obstajati vsaj določena stopnja diskriminacije do skupine, (2) fizični ali kulturni atribut, ki skupino razlikuje od večine in je vsaj do neke stopnje neodobravan, (3) zavest znotraj manjšine o skupinski pripadnosti in skupinskih bremenih, (4) v družbi prisotna pravila, ki določajo kdo je pripadnik dotične skupine (5) nagnjenost k poročanju med sabo.

## Diskriminacija manjšin
Diskriminacija članov manjšin je lahko neposredna in osnovana na stereotipih in predsodkih do skupine, ki ji posameznik pripada, pri tem pa so pogosto spregledani posameznikovi individualni atributi in dosežki. Diskriminacija pa je lahko tudi indirektna in se v tem primeru nanaša na družbeno strukturo, v kateri nekateri resursi (stopnja izobrazbe, socialni in finančni status, itd.) niso enako dostopni vsem.

## Etnične manjšine
Jansen in sod. (2016) so ugotavljali, kako različni pristopi pri soočanju z etnično raznolikostjo pri delu vplivajo na učinkovitost in produktivnost pripadnikov manjšin in večin.  Natančneje, ugotavljali so, kako na učinkovitost posameznikov vplivata »color-blind« pristop in pristop multikulturalizma. »Color-blind« pristop zagovarja, da bi medskupinske razlike med člani manjšin in večin morali ignorirati ne le pri možnostih zaposlitve in napredovanja, ampak tudi pri organizaciji dela in delovnih nalog. Za razliko od tega pa pristop multikulturalizma zagovarja, da bi morale medskupinske razlike v organizaciji biti priznane, saj kot take lahko pripomorejo k dobrobiti organizacije. Izkazalo se je, da pripadnikom manjšin v organizacijah bolj ustreza pristop multikulturalizma in so v tem primeru tudi produktivnejši, medtem, ko so pripadniki večin bolj učinkoviti in jim bolj ustreza »color-blind« pristop.
 Kong (2016) pa je v svoji raziskavi je preverjal, a) kako stopnja paranoje (v nekliničnem smislu) pri manjšinah vpliva na odnos med vrsto obrambnega vedenja na delovnem mestu (aktivno sodelovanje in odtegnitev na delovnem mestu) in zaznano etnično diskriminacijo na delovnem mestu ter b) kako skupinska zavest manjšin vpliva na ta odnos. Kot manjšine so v raziskavi sodelovali Azijci in Latino Američani. Rezultati so pokazali, da je paranoja pozitivno povezana z zaznano etnično diskriminacijo na delovnem mestu in je tudi pomemben posrednik odnosa med odtegnitvijo in zaznano etnično diskriminacijo na delovnem mestu.  Rezultati pa so pokazali tudi, da se z vključitvijo skupinske zavesti v model pomembno zniža povezanost med zaznano etnično diskriminacijo in paranojo.

## Spolne manjšine
Griffin (1992; v Rummel in Tokar, 2013) je v okviru modela vodenja spolne identitete na delovnem mestu opredelil 4 različne strategije vodenja spolne identitete: 1. Izogibajoče strategije (angl. passing strategies) vključujejo aktivno ustvarjanje vtisa o svoji heteroseksualni usmeritvi, 2. Prikrivajoče strategije (angl. covering strategies) se nanašajo na prekrivanje informacij, ki bi lahko razkrile posameznikovo dejansko spolno usmerjenost, 3. implicitno razkrivajoče strategije (angl. Implicitly out strategies) se nanašajo na iskreno podajanje informacij, ki bi lahko razkrile posameznikovo spolno usmerjenost, 4. eksplicitno razkrivajoče strategije (angl. explicitly out strategies) se nanašajo na posameznikovo aktivno izražanje svoje spolne usmerjenosti. Rummel in Tokar (2013) pa sta preučevala kako na vodenje spolne identitete na delovnem mestu vplivajo pretekle izkušnje, pričakovanje izida vodenja spolne identitete, zaznana samoučinkovitost in zaznana klima na delovnem mestu. Želeli so preučevati kako omenjene spremenljivke vplivajo na posameznikovo oceno sprejemljivosti strategij, namen uporabljanja strategij in dejanjsko izvajanje strategij vodenja spolne identitete na delovnem mestu . Kot statistično pomembne so se pokazale povezave med pričakovanjem izida vodenja spolne identitete in zaznano sprejemljivostjo strategij ter namenom uporabljanja strategij in dejanjskim izvajanjem strategij vodenja spolne identitete na delovnem mestu. Statistično pomembna je bila tudi povezava med zaznano klimo na delovnem mestu in namenom uporabljanja strategij vodenja spolne identitete na delovnem mestu. Povezave med zaznano samoučinkovitostjo in nobenim od vidikov izvajanja vodenja spolne identitete na delovnem mestu niso bile statistično pomembne.

## Zaposlovanje invalidov
Leta 2004 je bil v Sloveniji sprejet zakon o zaposlitveni rehabilitaciji in zaposlovanju invalidov . Zaposlitvena rehabilitacija pomeni storitve, ki se izvajajo s ciljem, da se invalid usposobi za ustrezno delo, se zaposli, zaposlitev zadrži in v njej napreduje ali spremeni svojo poklicno kariero. S tem zakonom se torej ureja pravica do zaposlitvene rehabilitacije in nekatera vprašanja zaposlovanja invalidov ter določajo ukrepi in vzpodbude za njihovo zaposlovanje ter način njihovega financiranja.
Namen tega zakona je povečati zaposljivost invalidov in vzpostaviti pogoje za njihovo enakovredno udeležbo na trgu dela z odstranjevanjem ovir in ustvarjanjem enakih možnosti.
Z namenom ohranjanja delovnih mest in ustvarjanja novih delovnih mest za invalide Republika Slovenija zagotavlja delodajalcem, ki zaposlujejo invalide nad predpisano kvoto (najmanj 2% zaposlenih je invalidov), invalidskim podjetjem (najmanj 40% zaposlenih invalidov) in zaposlitvenim centrom pomoč v obliki materialnih vzpodbud, katerih višina je odvisna od stopnje invalidnosti zaposlenih invalidov in njihovega deleža v skupnem številu vseh zaposlenih delavcev. Med materialne vzpodbude za zaposlovanje invalidov pa se štejejo vsa finančna sredstva, ki jih delodajalci prejmejo za ta namen iz javnih virov.
V proces zaposlitvene rehabilitacije pa je v okviru tega zakona vključeno tudi sodelovanje Univerzitetnega rehabilitacijskega inštituta Republike Slovenije – SOČA.
V okviru tega zakona je invalid opredeljen kot oseba, ki pridobi status in pri kateri so z odločbo pristojnega organa ugotovljene trajne posledice telesne ali duševne okvare ali bolezni in ima zato bistveno manjše možnosti, da se zaposli ali ohrani zaposlitev ali v zaposlitvi napreduje.
Med drugim je v ta zakon vključena tudi prepoved diskriminacije.
Raziskave (Snyder in sod. 2010) pa kažejo tudi, da osebe s posebnimi potrebami, ki niso telesne narave,  na delovnem mestu zaznavajo več diskriminacije in krivičnosti ot osebe, katerih posebne potrebe so telesne narave.

## Starostniki
Starejši zaposleni se na delovnem mestu lahko soočajo s številnimi stresorji. Vir stresa jim lahko predstavlja dejstvo, da ne zmorejo več opraviti toliko dela kot včasih, zastarelo znanje, zdravstvene težave, izguba partnerja ali prijateljev, itd. Poleg tega se starejši s stresnimi situacijami tudi težje spoprijemajo in se na njih težje prilagodijo, kar lahko vodi v močna in dolgotrajna negativna čustva, ki poslabšajo njihovo duševno in tudi telesno stanje. Vse to tudi vodi v nižjo produktivnost na delovnem mestu.
 Kralj in sod. (2011)v svoji raziskavi o psihosocialnih tveganjih na delovnih mestih v Sloveniji ugotavlajo tudi, da:
starejši zaposleni svoje delo ocenjujejo kot bolj stresno. S starostjo narašča tudi ocena o večji jakosti stresa pri delu. Obenem je med tistimi, ki ocenjujejo, da so pogosto ali neprestano pod stresom, največ starejših zaposlenih;
starejši zaposleni med najpomembnejšimi osebnimi dejavniki stresa na delovnem mestu pogosteje navajajo odgovornost, invalidnost, starost in zdravstveno stanje, najmlajši (v starostni kategoriji od 18 do 28 let) pa nemožnost odločanja o svojem delu ter vpliv na zasebno življenje;
starejši zaposleni med najpomembnejšimi dejavniki stresa, povezanimi z organizacijo delovnega okolja in dela, pogosteje navajajo pretirano delovno obremenitev, premajhen zaslužek in premalo priznanja za opravljeno delo;
v primeru prevelikega stresa na delovnem mestu se mlajši zaposleni večinoma posvetujejo z nadrejenimi, medtem ko se starejši na nadrejene večinoma ne obračajo. Starejši zaposleni se večinoma posvetujejo z zdravnikom, visok pa je tudi delež tistih, ki se o težavah ne bi posvetovali z nikomer;
starejši zaposleni imajo več zdravstvenih težav (kronična preutrujenost, težave s spanjem) ter so pogosteje bolniško odsotni za daljši čas.
 Umemuro (2002) kot pomemben vir stresa starostnikov na delovnem mestu vidi tudi uporabo računalniške tehnologije .